# Ananteris balzanii
Espèce
Ananteris balzanii est une espèce de scorpions de la famille des Ananteridae.

## Distribution
Cette espèce se rencontre au Brésil, en Bolivie, au Paraguay et en Argentine,.

## Description

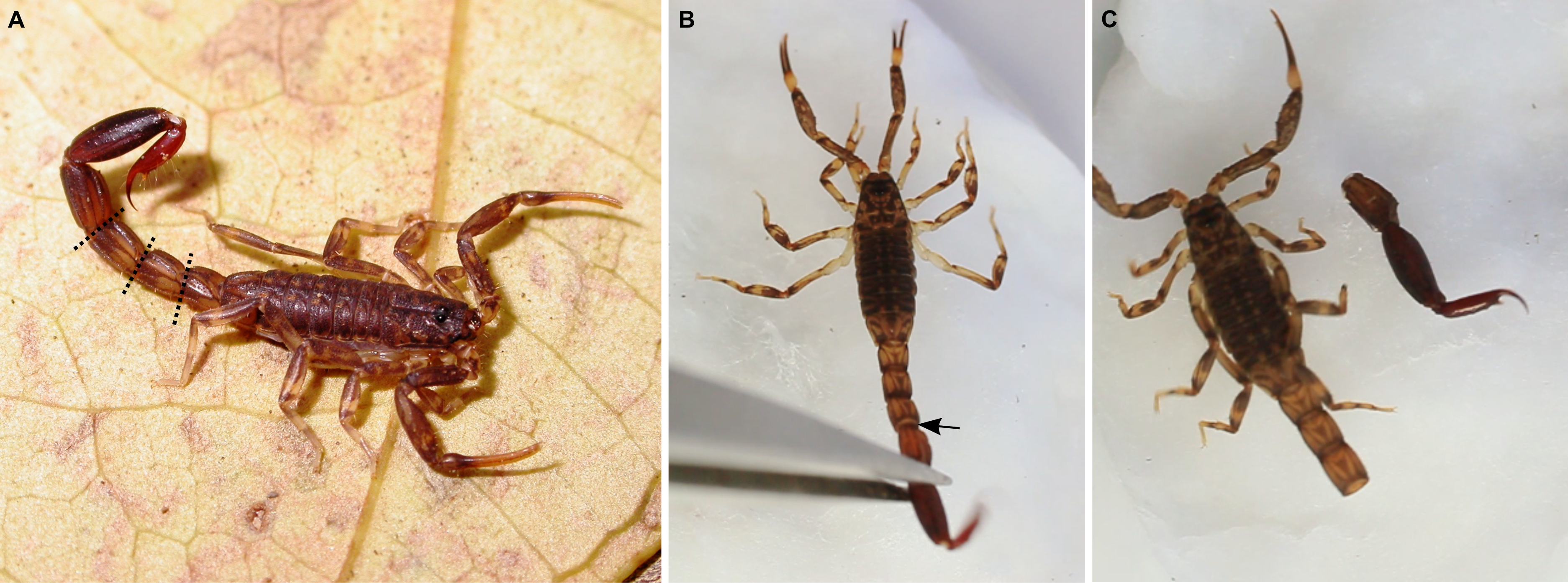
Ananteris balzanii

La femelle holotype mesure 30 mm.
Le mâle décrit par  en mesure 22,1 mm et la femelle 28,8 mm.

## Systématique et taxinomie
Cette espèce a été décrite par Thorell en 1891.

## Étymologie
Cette espèce est nommée en l'honneur de Luigi Balzan.

## Publication originale
- Thorell, 1891 : « Nova species Brasiliana ordinis Scorpionum. » Entomologisk Tidskrift, vol. 12, no 2, p. 65-70 (texte intégral).